# علی باغبان‌باشی
علی باغبان‌باشی (زادهٔ ۱۵ شهریور ۱۳۰۳ در طرقبه – درگذشته ۴ آبان ۱۴۰۰) دوندهٔ دوهای استقامت و دوی ماراتن اهل ایران بود.
وی دارای مدال‌های رنگارنگ آسیایی و کشوری در رشته‌های دوی ۳۰۰۰ متر بامانع، دوی ۵۰۰۰ متر و دوی ماراتن بود.
- در المپیک تابستانی ۱۹۵۲ در دوی ۵۰۰۰ متر در مکان ۳۷ قرار گرفت.[۲]
- در المپیک تابستانی ۱۹۵۲ در دوی ۳۰۰۰ متر بامانع در مکان هفدهم قرار گرفت.
- در المپیک تابستانی ۱۹۵۶ در دوی ماراتن به خط پایان نرسید.

وی در بازی‌های آسیایی ۱۹۷۴ تهران به همراه منوچهر شمشیری، قهرمانان دو بامانع بودند. علی باغبان‌باشی مشعل‌دار این بازی‌ها بود.

## رکوردها
- ۵۰۰۰ متر: ۱۴:۲۷٬۲ (۱۹۵۸)
- ۳۰۰۰ متر بامانع: ۹:۰۶٬۰ (۱۹۵۸)
- ماراتن: ۲:۳۸:۱۲ (۱۹۵۶)